# Abaj Takalik
Abaj Takalik är en fornlämning i Guatemala.   Den ligger i departementet Departamento de Retalhuleu, i den sydvästra delen av landet, 130 km väster om huvudstaden Guatemala City. Abaj Takalik ligger 568 meter över havet.
Terrängen runt Abaj Takalik är kuperad, och sluttar söderut. Runt Abaj Takalik är det tätbefolkat, med 636 invånare per kvadratkilometer. Närmaste större samhälle är Coatepeque, 15,9 km väster om Abaj Takalik. Omgivningarna runt Abaj Takalik är en mosaik av jordbruksmark och naturlig växtlighet.